# Marguerite Chapuy
Marguerite Chopis (n. 21 iulie 1852, Bordeaux, Franța – d. 23 septembrie 1936, Dijon, Franța), cunoscută sub numele de scenă Marguerite Chapuy, a fost o cântăreață și comediană franceză, care a creat totodată roluri la Opéra-Comique⁠(d), fiind o personalitate în viața pariziană de la sfârșitul secolului al XIX-lea.
Viața ei profesională s-a concentrat la Paris, dar a inclus și apariții la Londra.

## Biografie
Fiică a unui dansator de operă și elevă a renumitului actor François-Joseph Regnier, tânăra părea destinată scenei de vodevil. Cu toate acestea, debutul său, considerat nesatisfăcător, a determinat-o să-și reorienteze cariera spre operă. A început studiile sub îndrumarea doamnei Belloni, iar mai târziu a fost pregătită de profesorul Arnoldi. În timpul Războiului Franco-German din 1870, s-a refugiat la Bruxelles, unde și-a continuat formarea vocală și a început să urce pe scenă, având apariții notabile la Rennes.
În 1872, Marguerite Chapuy a interpretat rolul Susannei în Le nozze di Figaro, precum și rolul principal în Haydée⁠(d), operă comică compusă de Daniel Auber, la prestigioasa scenă a Opéra-Comique⁠(d) din Paris. Un an mai târziu, pe 24 mai 1873, a creat rolul Philomène în Le roi l’a dit⁠(d), o operă în trei acte compusă de Léo Delibes, pe un libret de Edmond Gondinet⁠(d). În martie 1874, a apărut în Mignon, operă comică de Ambroise Thomas.
A fost invitată de către impresarul de operă englez James Henry Mapleson⁠(d) să cânte la Londra, regăsindu-se în repertoriul său interpretări precum Zerlina, Susanna, Rosina și Lucia.
La 17 mai 1874, Marguerite Chapuy a interpretat rolul Rose Friquet în „reprezentația centenară” a operei Les dragons de Villars⁠(d). Ulterior, pe 18 ianuarie 1875, la Salle Favart⁠(d), a urcat din nou pe scenă în rolul Jeanette, cu ocazia celei de-a 500-a reprezentații a operei comice Les noces de Jeannette⁠(d).
Pe data de 3 martie 1875 a întruchipat-o pe Micaëla, un personaj episodic din opera Carmen a lui Georges Bizet. Marguerite Chapuy a devenit prima interpretă a acestui rol, luând parte la premiera operei.
Ulterior, în iulie 1875, a interpretat rolul Rosina în Bărbierul din Sevilla la Teatrul Drury Lane⁠(d) din Londra. În același an, pe 14 octombrie, a cântat în rolul Rose de Mai, în reluarea operei Le val d’Andorre⁠(d) de Fromental Halévy. Pe 18 decembrie a interpretat rolul Késie în Le calife de Bagdad⁠(d), în cadrul unui spectacol special dedicat centenarului compozitorului François-Adrien Boieldieu⁠(d).
La premiera operei comice Les amoureux de Catherine de Henri Maréchal⁠(d), care a avut loc pe 8 mai 1876, Marguerite Chapuy a interpretat rolul principal, Catherine. La doar opt zile distanță, pe 16 mai 1876, a avut onoarea să cânte rolul Baucis în prima reprezentație a versiunii în două acte a operei Philémon et Baucis⁠(d) de Charles Gounod.
Din 1874 până în 1876 a fost solista soprană în interpretările anuale ale Simfoniei a IX-a de Beethoven, susținute de Société des Concerts du Conservatoire⁠(d).
Căsătorindu-se în 1876, la Notre-Dame-de-Lorette⁠(d), Paris, cu generalul Louis André (1838–1913)⁠(d), general-maior al Armatei Franceze, și-a încheiat cariera.
Marguerite Chapuy a murit pe 23 septembrie 1936, la Dijon.